# Ermida de São Sebastião (Vila Nova de Milfontes)
A Ermida de São Sebastião, igualmente conhecida como Capela de São Sebastião, é um monumento religioso na localidade de Vila Nova de Milfontes, no Município de Odemira, na região do Alentejo, em Portugal.

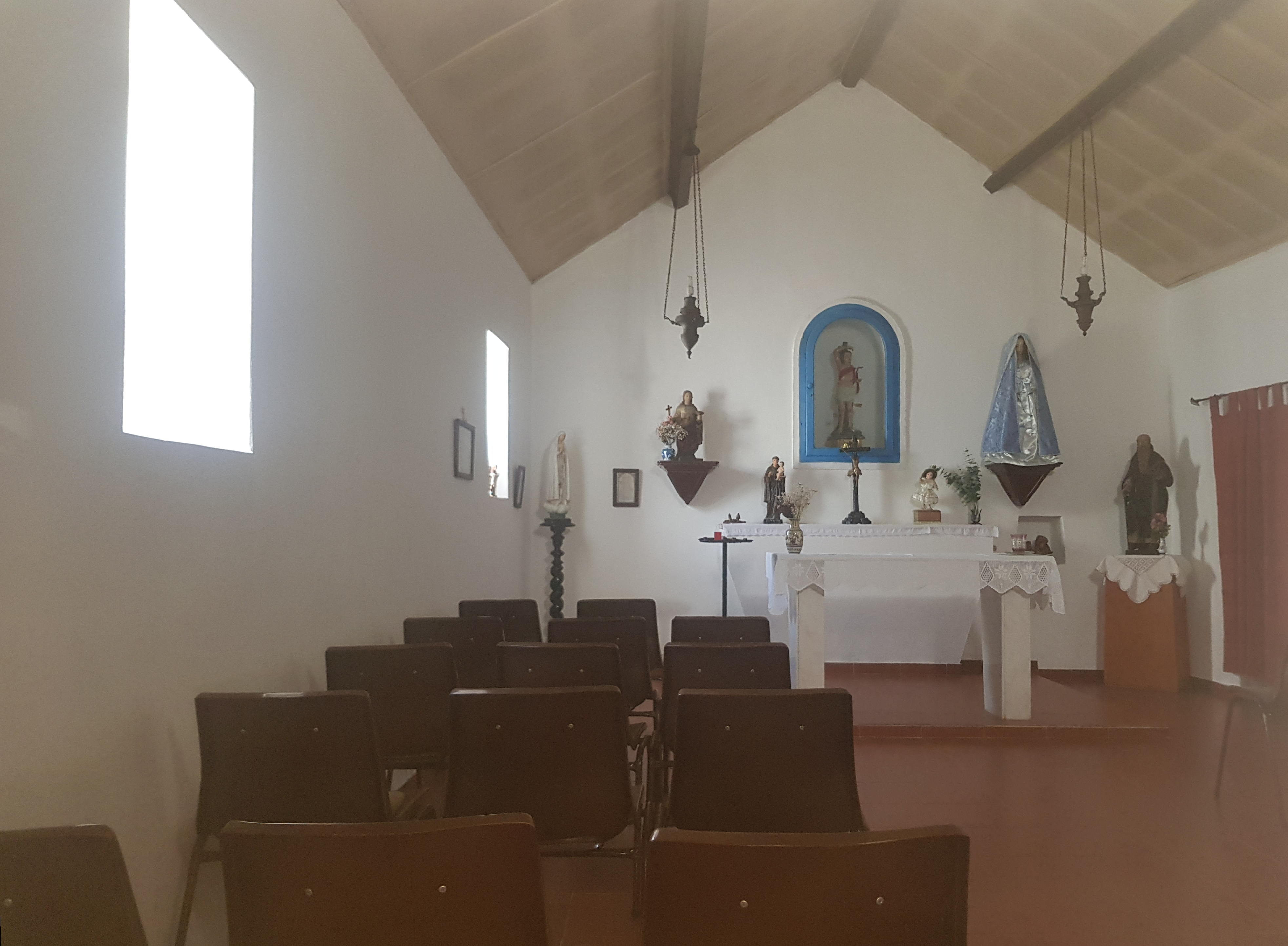
Interior do edifício, em 2019.

## Descrição
O imóvel tem acesso pela Rua de São Sebastião, no interior da localidade. É um exemplo de uma ermida de pequenas dimensões e de tipologia rural, tipo de edifício no qual foram utlizadas várias soluções construtivas de índole popular, inspiradas nos modelos tardo-medievais que continuaram até ao período maneirista, sendo esta influência visível principalmente na sua planta e no portal.
O edifício é constituído apenas por uma nave de planta rectangular, com o volume da sacristia adossado na face oriental. A nave é coberta por um telhado de duas águas, enquanto que a sacristia forma um terraço. A fachada principal está virada a Norte, e possui um só pano, encimado por uma empena, com uma cruz de ferro no topo. No centro abre-se o portal principal, boleado e com moldura em cantaria, que é sobreposto por um óculo e uma cruz de azulejos de padrão, provavelmente do século XVII. Nesta fachada abre-se igualmente uma pequena janela quadrada. As faces ocidental e oriental possuem ambas um só pano, sendo a primeira rasgada por duas janelas gradeadas, enquanto que a segunda é cega. A fachada Sul também é cega e termina numa empena, enquanto que no volume da sacristia abre-se uma janela quadrada. O interior é coberto por forro de madeira e tem pavimento em tijoleira, sendo o altar em alvenaria, com um nicho envidraçado.

## História
Foi construída em meados do século XVI, num local que originalmente encontrava-se no exterior de Vila Nova de Milfontes. Foi dedicada a São Sebastião, santo que era conhecido por combater as pestes e outras doenças, pelo que a ermida tinha a função de prevenir a entrada destes males na povoação. O imóvel sobrepõe-se às ruínas de uma estrutura mais antiga, provavelmente do período castrense, que teria funções militares.